# Piotr Szwajcer
Piotr Jakub Szwajcer (ur. 17 sierpnia 1959) – polski wydawca, członek kierownictwa Niezależnej Oficyny Wydawniczej, współzałożyciel wydawnictwa CiS.

## Życiorys
Na przełomie 1976 i 1977 podjął współpracę z Komitem Obrony Robotników, zajmował się składaniem Biuletynu Informacyjnego KOR. Następnie zajmował się składem w NOW-ej, a od 1979 koordynował w Oficynie kolportaż publikacji. Równocześnie studiował psychologię na Uniwersytecie Warszawskim. W 1980 był członkiem Ogólnopolskiego Komitetu Założycielskiego NZS, ale do samego zrzeszenia nie wstąpił, poświęcając się działalności w NOW-ej.
Od 13 grudnia 1981 do 10 lipca 1982 był internowany. Jesienią 1982 powrócił do kierownictwa NOW-ej, do 1989 ponownie odpowiadał za pion kolportażu. W 1985 ukończył studia psychologiczne.
w latach 1988–1990 był także działaczem Stowarzyszenia Wydawców Prywatnych i Niezależnych, w latach 1989–1990 współwłaścicielem hurtowni książek niezależnych wydawców „Stowarzyszenie Wolnego Słowa”. W 1989 należał do założycieli Polskiej Izby Książki oraz Towarzystwa Opieki nad Archiwum Instytutu Literackiego w Paryżu. W 1990 podpisał deklarację założycielską ROAD.
Od 1992 jest współwłaścicielem wydawnictwa CiS (z Ewą Szwajcer). Przetłumaczył na polski kilkanaście książek, m.in. Bóg urojony Richarda Dawkinsa.
W 2008 został odznaczony Krzyżem Komandorskim Orderu Odrodzenia Polski (M. P. nr 13 z 3 marca 2009 poz. 163)

## Przekłady
- Louann Brizendine, Mózg kobiety (współtłumaczka Anna E. Eichler), ISBN 83-60072-70-1, VM Media VM Group, Gdańsk 2006 (wyd. oryg. ang. The female brain, 2006),
- John Emsley, Piękni, zdrowi, witalni (współtłumaczka Anna E. Eichler), ISBN 83-85458-86-7, Wydawnictwo CiS, Warszawa 2006 (wyd. oryg. ang. Vanity, vitality, and virility: the science behind the products you love to buy, 2004),
- Richard Dawkins, Bóg urojony, ISBN 978-83-85458-28-9, Wydawnictwo CiS, Warszawa 2007 (wyd. oryg. ang. God delusion, 2006),
- Tom Standage, Historia świata w sześciu szklankach (współtłumaczka Anna E. Eichler), ISBN 978-83-85458-18-0, Wydawnictwo CiS, Warszawa 2007 (wyd. oryg. ang. History of world in six glasses, 2005),
- Jerome K. Jerome, Trzech panów w Niemczech: (tym razem bez psa), ISBN 978-83-85458-17-3, Wydawnictwo CiS, Warszawa 2007 (wyd. oryg. ang. Three Men on the Bummel, 1900),
- Anne Harrington, Wewnętrzna siła: umysł, ciało i medycyna (współtłumaczka Anna E. Eichler), ISBN 978-83-85458-15-9, Wydawnictwo CiS, Warszawa 2008 (wyd. oryg. ang. Cure within: a history of mind-body medicine, 2008),
- Michael Shermer, Rynkowy umysł: empatyczne małpy, konkurujący ludzie i inne opowieści ekonomii ewolucyjnej (współtłumaczka Anna E. Eichler), ISBN 978-83-61710-00-4, Wydawnictwo CiS, Warszawa 2009 (wyd. oryg. ang. Mind of the market: compassionate apes, competitive humans, and other tales from evolutionary economics, 2008 ),
- Richard Dawkins, Najwspanialsze widowisko świata: świadectwa ewolucji, ISBN 978-83-85458-39-5, Wydawnictwo CiS, Warszawa 2010 (wyd. oryg. ang. Greatest show on Earth: the evidence for evolution, 2009),
- Christopher Potter, Tu jesteś!: najkrótszy przewodnik po Wszechświecie, ISBN 978-83-61710-02-8, Wydawnictwo CiS, Warszawa 2011 (wyd. oryg. ang. You are here: a portable history of the universe, 2009),
- Richard Dawkins, Magia rzeczywistości: skąd wiemy, co jest prawdziwe, il. Dave McKean, ISBN 978-83-61710-10-3, Wydawnictwo CiS, Warszawa 2012 (wyd. oryg. ang. Magic of reality: how we know what's really true, 2011),
- Sam Harris, Pejzaż moralny: w jaki sposób nauka może określać wartości, ISBN 978-83-61710-07-3, Wydawnictwo CiS, Warszawa 2012 (wyd. oryg. ang. Moral landscape: how science can determine human values, 2010),
- Russell Blackford, Udo Schüklenk, 50 mitów o ateizmie, ISBN 978-83-61710-16-5, Wydawnictwo CiS, Warszawa 2014 (wyd. oryg. ang. 50 great myths about atheism, 2013),
- Steve Stewart-Wiliams, Darwin, Bóg i sens życia: dlaczego teoria ewolucji zmienia wszystko, co (myśleliśmy, że) wiemy, ISBN 978-83-61710-12-7, Wydawnictwo CiS, Warszawa 2014 (wyd. oryg. ang. Darwin, God and the meaning of life: how evolutionary theory undermines everything you thought you knew, 2014),
- John Morreal, Tamara Sonn, 50 mitów o religiach, ISBN 978-83-61710-19-6, Wydawnictwo CiS, Warszawa 2015 (wyd. oryg. ang. 50 great myths about religions, 2014),
- Richard Dawkins, Apetyt na cuda: przepis na uczonego, ISBN 978-83-61710-20-2, Wydawnictwo CiS, Warszawa 2016 (wyd. oryg. ang. Appetite for wonder: the making of a scientist: a memoir, 2013),
- Richard Dawkins, Światełko w mroku: moje życie w nauce, ISBN 978-83-61710-21-9, Wydawnictwo CiS, Warszawa 2016 (wyd. oryg. ang. Brief candle in the dark: my life in science, 2015),
- Sally Satel, Scott O. Lilienfeld, Pranie mózgu: uwodzicielska moc (bezmyślnych) neuronauk, ISBN 978-83-61710-24-0, Wydawnictwo CiS, Warszawa 2017 (wyd. oryg. ang. Brainwashed: the seductive appeal of mindless neuroscience, 2013),
- Hal Arkowitz, Scott O. Lilienfeld, Zdrowie psychiczne : mity i fakty, ISBN 978-83-61710-26-4, Wydawnictwo CiS, Warszawa 2018 (wyd. oryg. ang. Facts and fictions in mental health, 2013).